# 新旺乡
新旺乡是中华人民共和国山西省大同市平城区下辖的一个乡。
2001年，南郊区行政区划调整，原城关乡更名，改称新旺乡。
2021年3月，撤销新旺乡，设立新旺街道。原新旺乡的安信、和信2个社区居委会和新泉村委会为新旺街道的行政区城。

## 行政区划
新旺乡下辖以下村级行政区划单位：
五爱村、永久村、解放村、新华村、先锋村、和平村、新民村、永宁村、新旺村、新中村、红旗村、新泉村和新胜村。